# Никола Карамарковић
Никола Карамарковић (Луњевица, 1776 – Хотин, 1816)  највише се памти као Карађорђев херојски зет.  Никола је преузео титулу ужичког војводе након што је његов брат Јоксим Карамарковић погинуо у борби против Турака 1813. године. Никола умире 1816. године у Хотину, тада у саставу царске Русије.
Највише је ратовао око Дрине и по граници Ужичке нахије. 
Био је ожењен Саром Петровић, сестром Карађорђа,    са њом је имао ћерку Катицу.  Никола је оставио Сару, те се она касније удала за богатог трговца Дука Пешика и са њим је имала пуно деце.  Након што је остала удовица, удала по трећи пут за Тошу Бојанића у Хотину, барјактара Војводе Попа Луке. 